# شهرستان وستمورلند (ویرجینیا)
شهرستان وستمورلند، ویرجینیا (به انگلیسی: Westmoreland County, Virginia) یک شهرستان در ایالات متحده آمریکا است که در ویرجینیا واقع شده‌است.

## خصوصیات
شهرستان وستمورلند ۶۵۵٫۲۷ کیلومترمربع مساحت دارد.